# Яманаево
Яманаево (мар. Кумырӱмбал) — деревня в Советском районе Республики Марий Эл. Входит в состав Вятского сельского поселения.

## География
Находится в центральной части республики Марий Эл на расстоянии приблизительно 3 км по прямой на северо-восток от районного центра посёлка Советский.

## История
По местным данным деревня основана в 1828 году. Упоминается с 1877 года как деревня (починок) при деревне Калтаксола. В ней имелось 21 хозяйство с числом населения 112 человек. В советское время работал колхоз «Мари пеледыш».

## Население
Население составляло 53 человека (94 % мари) в 2002 году, 41 в 2010.